# Madeline European Adventures
Madeline European Adventures (en español, "Madeline aventuras europeas") es un videojuego educativo desarrollado por la extinta empresa estadounidense Creative Wonders (una subdivisión de Electronic Arts) estrenado en 1996. Fue el segundo videojuego basado en los libros de Madeline del escritor austríaco Ludwig Bemelmans. El juego está simplificado para su audiencia infantil, utilizando casi exclusivamente el ratón para avanzar, al igual que para desvelar decenas de animaciones cómicas ocultas en cada pantalla.

## Sinopsis

### Argumento
La historia comienza de manera similar a todas las historias sobre Madeline. En una vieja casa en París, doce niñas formando dos filas acompañadas por Miss Clavel caminaban hacia la estación de tren para despedirse de Madeline, la más pequeña, que, junto a su perra Genevieve, se prepara para abordar el tren rumbo al campamento para niñas dirigido por Madame Boulaarke. Una vez en la estación y poco después de despedirse de sus amigas, Madeline encuentra una lámpara mágica debajo de unos escalones que, al tocarla, se ilumina y deja salir de su interior a una genio, con quien Madeline crea una amistad instantáneamente. Sin embargo, una misteriosa mano le arrebata la lámpara a Madeline y se la lleva, junto a la genio, en un tren cuyo rumbo Madeline desconoce. Madeline decide que no podrá ir al campamento, que tendrá que recuperar la lámpara y salvar a la genio.

### París, Francia
Por suerte, el ladrón dejó caer un mapa que Genevieve, sin querer, destrozó en cinco pedazos; la ráfaga causada por el tren al emprender su camino hizo volar estos cinco trozos por todo París. Antes de poder partir, Madeline deberá completar el mapa para saber qué ruta de tren debe seguir. Necesitará dinero para comprar un pasaje y para otros gastos durante el viaje; Madame LaFleur le pagará en francos a cambio de cinco ramos de flores. También, para poder preparar su pasaporte en la oficina de viajes necesitará fotografiarse; el fotógrafo Fabrice tomará su foto a cambio de su ayuda para ordenar una serie de fotos. Una vez completadas estas misiones, Madeline podrá emprender su viaje en tren rumbo a Istanbul, la ciudad a la que se dirige el misterioso personaje.

### Zermatt, Suiza
El tren hace su primera parada inesperada en Zermatt, Suiza; el cocinero del tren está desesperado puesto que se ha quedado sin chocolate con el cual alimentar a los pasajeros. Pide a Madeline que abandone el tren y que por favor intente encontrar chocolate en Suiza. Explorando el pequeño pueblo, Madeline descubre que Herr Strudel, un hombre que vive en lo alto de una montaña de los Alpes, prepara el mejor chocolate de Suiza. Para llegar a él, Madeline tiene que ayudar a Hans a quitar la nieve que impide el funcionamiento del telesquí. Herr Strudel no vende su chocolate, pero sí está dispuesto a darlo a cambio de un pequeño favor. Había encargado una cajita musical a una tienda en el pueblo; si Madeline le trae la cajita correcta le dará el chocolate como agradecimiento.

### Venecia, Italia
Una segunda parada inesperada ocurre en Venecia; esta vez debido a que el puente que cruza el Gran Canal se encuentra en posición vertical, impidiendo el paso del tren sobre el agua. La persona encargada de elevar y degradar el puente no se encuentra en su cabina; en su lugar, Madeline encuentra una nota incitándole a hablar con Roberto para que le ceda la llave. Roberto es un loro que dice encontrarse demasiado hambriento como para recordar dónde puso dicha llave. Madeline puede comprar una barra de pan en un café al aire libre cercano para alimentar al pájaro. Una vez hecho esto, Roberto localiza la llave y no tiene objeción en entregársela a Madeline para que pueda entrar en la cabina y bajar el puente.

### Estambul, Turquía
Una vez en Estambul, Madeline llega a un gran palacio donde un guarda le informa que el hombre con el fez rojo se encuentra dentro; sin embargo, no está dispuesto a dejarla pasar sin haber obtenido una cita. Explorando en el bazar, Madeline encuentra una pelota con la que reta al guardia a imitar a Genevieve persiguiendo y trayéndola de vuelta. El guardia acepta el reto y Madeline la lanza con todas sus fuerzas, alejándole de la puerta. En el interior del palacio, Madeline descubre al ladrón junto a un anciano que aparenta estar muy triste. Tras contarle lo ocurrido, el anciano acepta devolver la lámpara a cambio de alguien o algo al que pueda amar y recibir amor a cambio. De nuevo en el bazar, Madeline ayuda a un mercader y éste le ofrece una cría de gato a cambio. Para que el tímido gatito acepte ir con ella, Madeline tiene que atraerlo con un pescado que compra en otra tienda cercana. Madeline le entrega este gatito al anciano, quien lo acepta a cambio de la lámpara. La genio, agradecida por ser rescatada, le ofrece a Madeline tres deseos. Madeline desea poder volver a París aboardo de una alfombra mágica.
Una vez de nuevo en la vieja casa de París, las compañeras de Madeline están muy excitadas tras oír de sus aventuras, y aún más sabiendo que puede pedir tres deseos. Como segundo deseo, Madeline pide una gatita como compañera de juego para Genevieve. Madeline anuncia que quiere guardar su tercero y último deseo para un día de lluvia. En ese mismo momento comienza una tormenta de lluvia y relámpagos, por lo que las niñas animan a Madeline a realizar ese último deseo. Es entonces cuando entra Miss Clavel y les pide a las niñas irse a la cama, deseándoles las buenas noches.
- Datos: Q16740120